# Пернида
Пернида је личност из грчке митологије.

## Митологија
Према Хигину, била је мајка Аскалафа и Јалмена, које је имала са Ликом.

## Биологија
Латинско име ове личности (Pernis) је назив за род у оквиру групе птица грабљивица.